# Arata Isozaki
Arata Isozaki (磯崎 新, Isozaki Arata; Ōita, 23 de julio de 1931-Okinawa, 29 de diciembre de 2022) fue un arquitecto japonés que desarrolló diferentes estilos a lo largo de su carrera, entre ellos el brutalismo, el metabolismo y el posmodernismo. En 2019 recibió el Premio Pritzker.

## Biografía
Nació en Oita, en la isla de Kyushu. Estudió en la universidad de Tokio, donde uno de sus profesores fue el conocido arquitecto Kenzō Tange. Al finalizar sus estudios trabajó con él hasta 1963, y estableció entonces su propio despacho. 
Sus primeros proyectos se caracterizaron por la combinación de la tradición japonesa con las modernas estructuras realizadas con tecnología avanzada. A partir de 1970 su estilo fue cambiando, y comenzó a sustituir los elementos tradicionales por elementos posmodernistas, es decir, formas como bóvedas, esferas y otros elementos geométricos.
A pesar del cambio de estilo que realizó, siguió combinando elementos orientales con elementos occidentales. Incorporó en sus edificios efectos visuales, de manera que su imagen varía según el ángulo de observación.
Respecto a su estilo, ha insistido "cómo cada uno de sus diseños es una solución específica nacida para el contexto del proyecto". En su carrera, siguió tendencias brutalistas, metabolistas y posmodernistas.
Fue distinguido con numerosos premios internacionales, entre ellos el Pritzker 2019, así como el de la Asociación de Arquitectos del Japón, el de Royal Institute of British Architects y el de la American Academy, entre otros muchos. Fue profesor visitante en Harvard, Yale y Columbia.

## Obras representativas
- Edificio de Colegio de Médicos (1959-1960 Desaparecido, Oita, Japón)
- Biblioteca Municipal (1962-1966 Kitakyushu, Japón)
- Museo de Bellas Artes (1971-1974 Takasaki, Japón)
- Casa Yano (1973-1975 Kawasaki, Japón)
- Edificio Shuhosha (1974-1975 Fukuoka, Japón)
- Centro Cívico (1979-1983 Tsukuba, Japón)
- Museo de Arte Contemporáneo (1981-1986 Los Ángeles, California)
- Palau Sant Jordi (1983-1990 Barcelona, España)[2]
- Ampliación del Museo de Arte de Brooklyn (1986-1992 Nueva York, EE. UU.)
- Proyecto de Fundación Daniel Templon (1986 Valbonne, Francia)
- Edificio Arch, Universidad Bond (1987-1989 Gold Coast, Australia)
- Edificio de Oficinas Team Disney (1987-1991 Orlando, Florida)
- Pabellón polideportivo en Palafolls "Palauet" (1987-1996 Barcelona, España)
- Concurso de Museo de Arte Contemporáneo (1990 Stuttgart, Alemania)
- Centre of Japanese Art and Technology (1990-1994 Cracovia, Polonia)
- Kyoto Concert Hall,(1991-1995 Kioto, Japón)
- Daimler Benz AG, Proyecto Potsdamer Platz (1992-1993 Berlín, Alemania)
- Casa del Hombre (1993-1995 La Coruña, España)
- Parc de la Muntanyeta de Sant Boi (1994-2000 Barcelona, España)
- Parque Universitario, Santiago de Compostela (1995 Santiago de Compostela, España)
- Illa de Blanes (1998-2002 Gerona, España)
- Acceso al CaixaForum Barcelona (1999-2002 Barcelona, España)[7]
- Isozaki Atea (1999-2009 Bilbao, España)
- Palacio de Hielo para olimpiada de 2006 (2000-2006 Turín, Italia)
- Concurso Museo de la Evolución Humana (2000 Burgos, España)
- Concurso Ordenación de la Estación de Canfranc (2001 Huesca, España)
- Concurso Conjunto Arquitectónico dedicado a los Sanfermines (2001 Pamplona, España)
- CMA. Ciudad del Motor de Aragón (2002-2005 Teruel, España)
- D38 (2002-2011 Barcelona, España)
- Planta 10 del Hotel Puerta América (2003-2005 Madrid, España)
- Bahns d'Arties (2004- Valle de Arán, España)
- Concurso de Puerto Triana (2006). Sevilla, España.
- Concurso Gran Espacio Escénico de la Ciudad de Granada (2008). Granada, España.
- Bodegas La Horra (2008). Burgos, España
- Museo Nacional de Civilización Egipcia - Diseño de la Exposición (2010). El Cairo, Egipto.
- Concurso de Ideas para el Centro de Interpretación de la Murcia Medieval (2011-2012 Murcia, España)
- Centro nacional de Convenciones Catar (2011)[8]
- Edificio Distrito 38 (2011), con Alejandro Zaera y Farshid Moussavi, Barcelona, España.

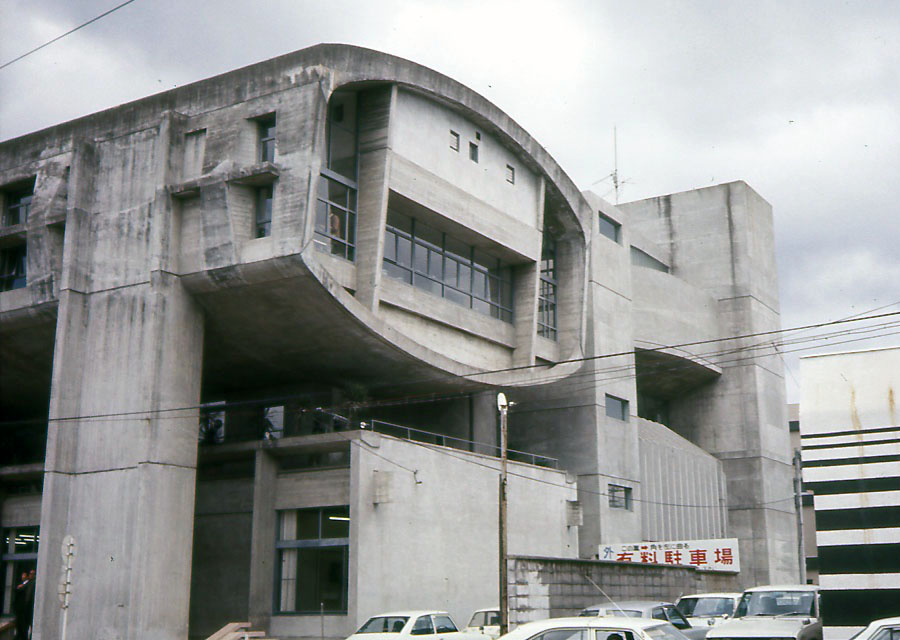
Centro médico en Ōita 1960
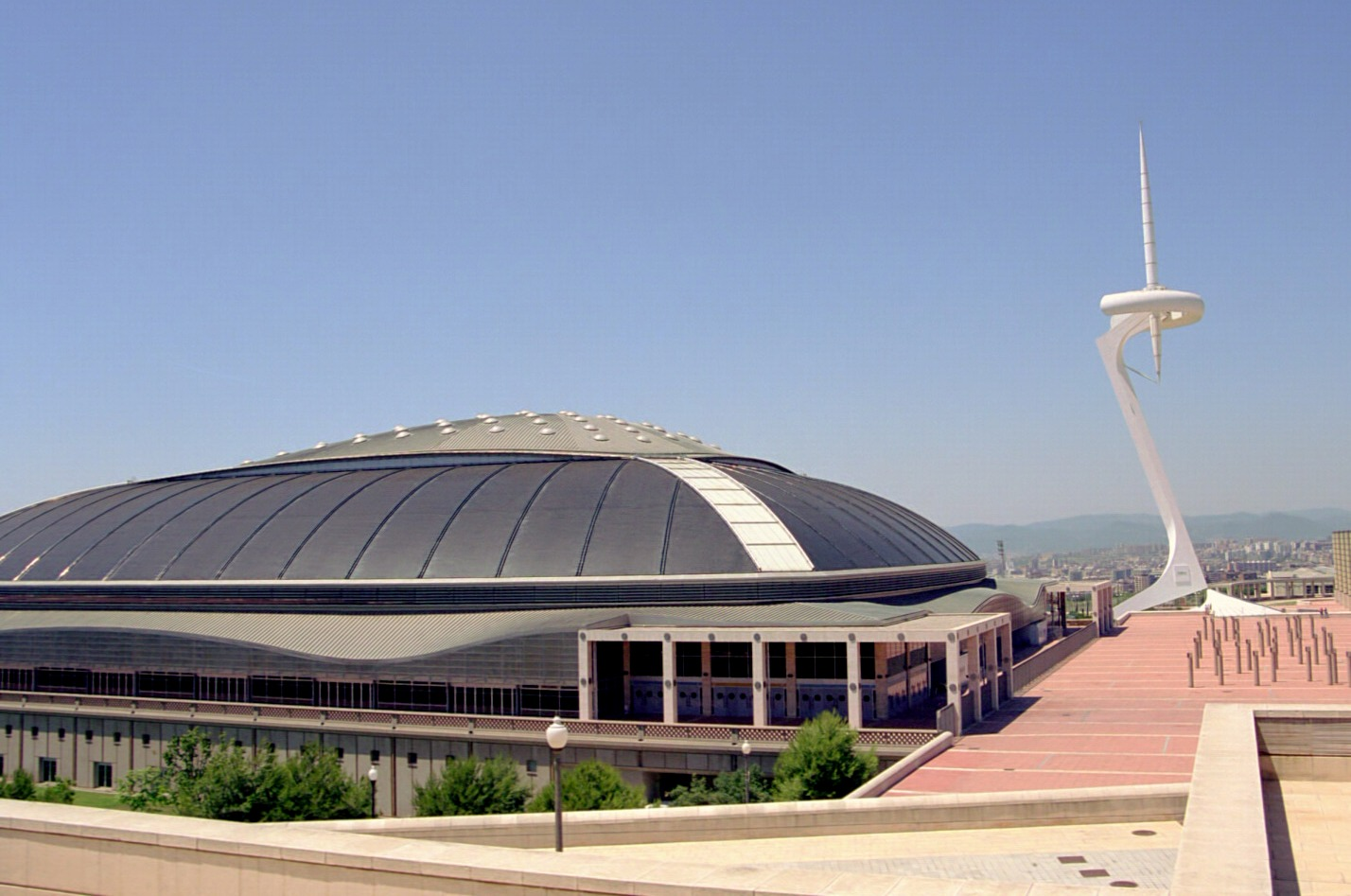
Palau Sant Jordi, 1990
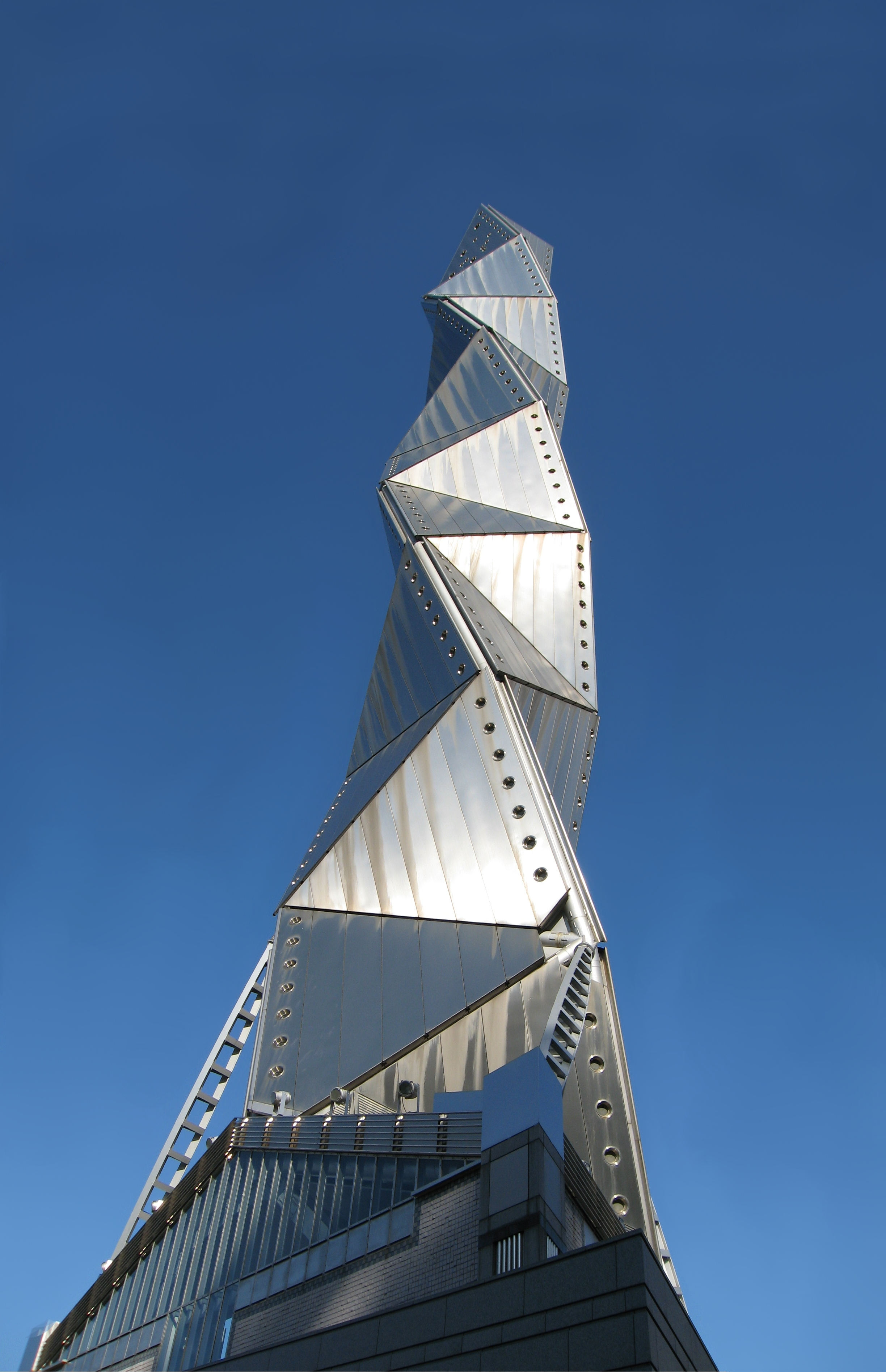
Art Tower Mito, 1990
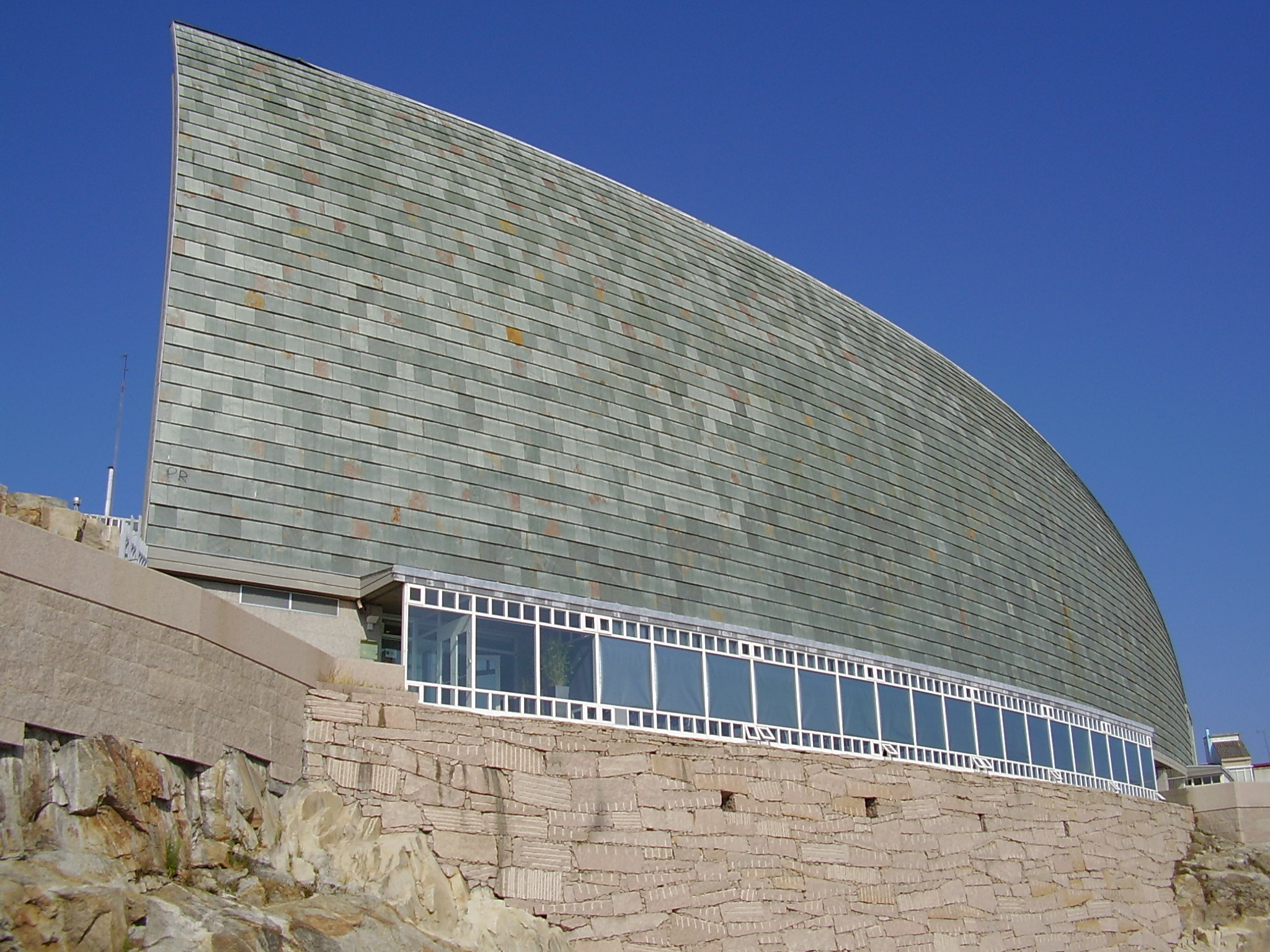
Domus, 1995
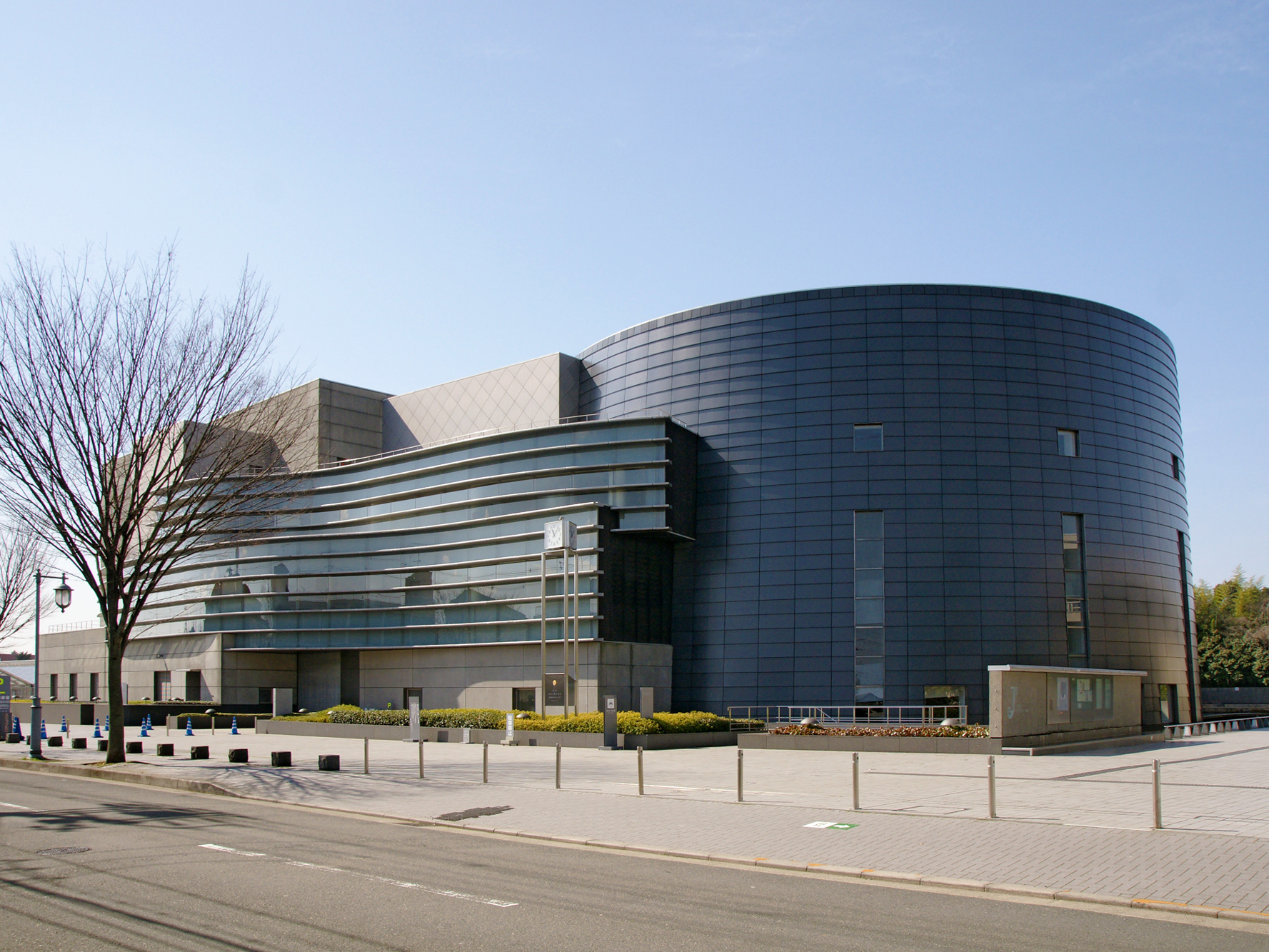
Sala de conciertos de Kioto, 1995
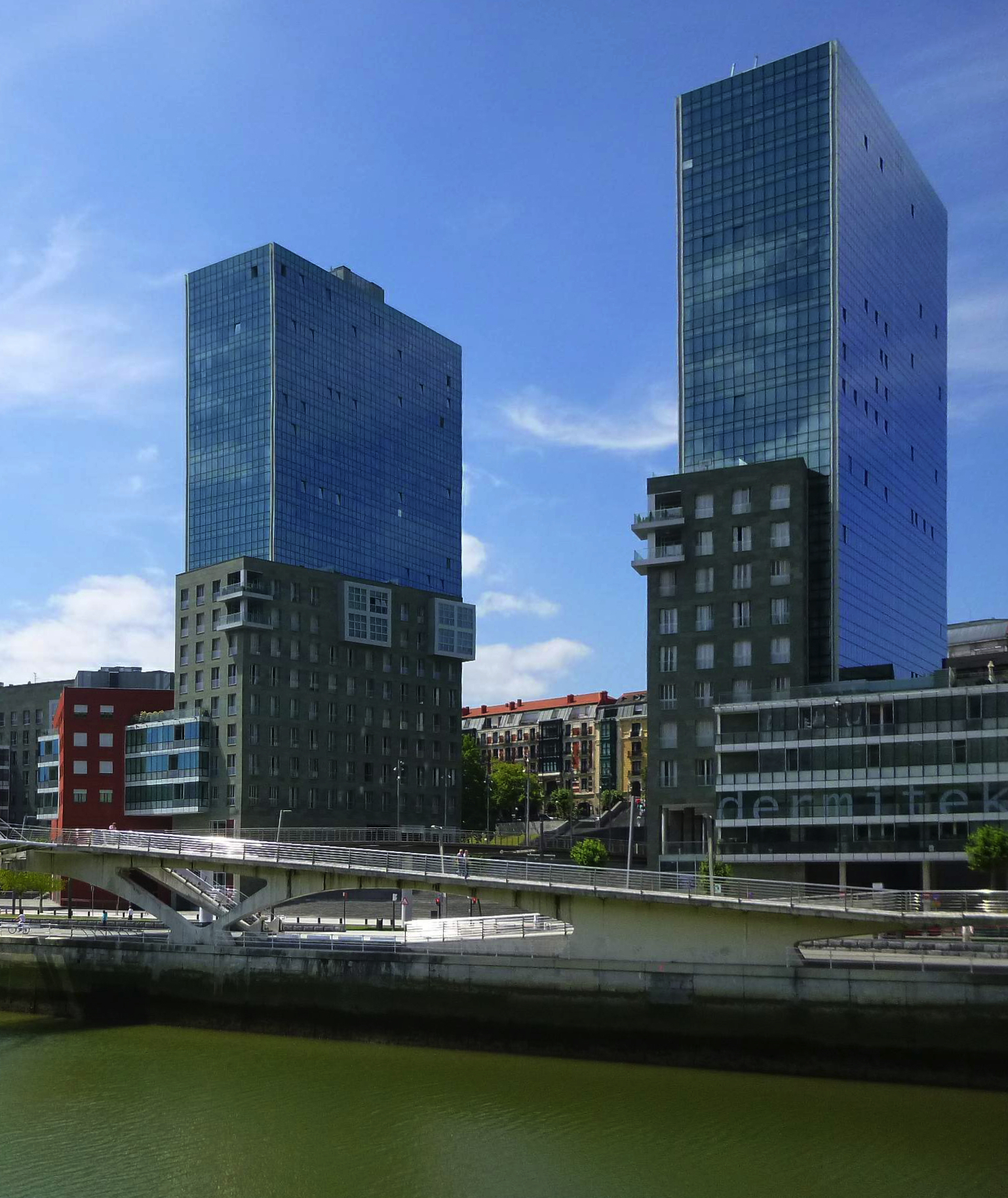
Isozaki Atea, 2008
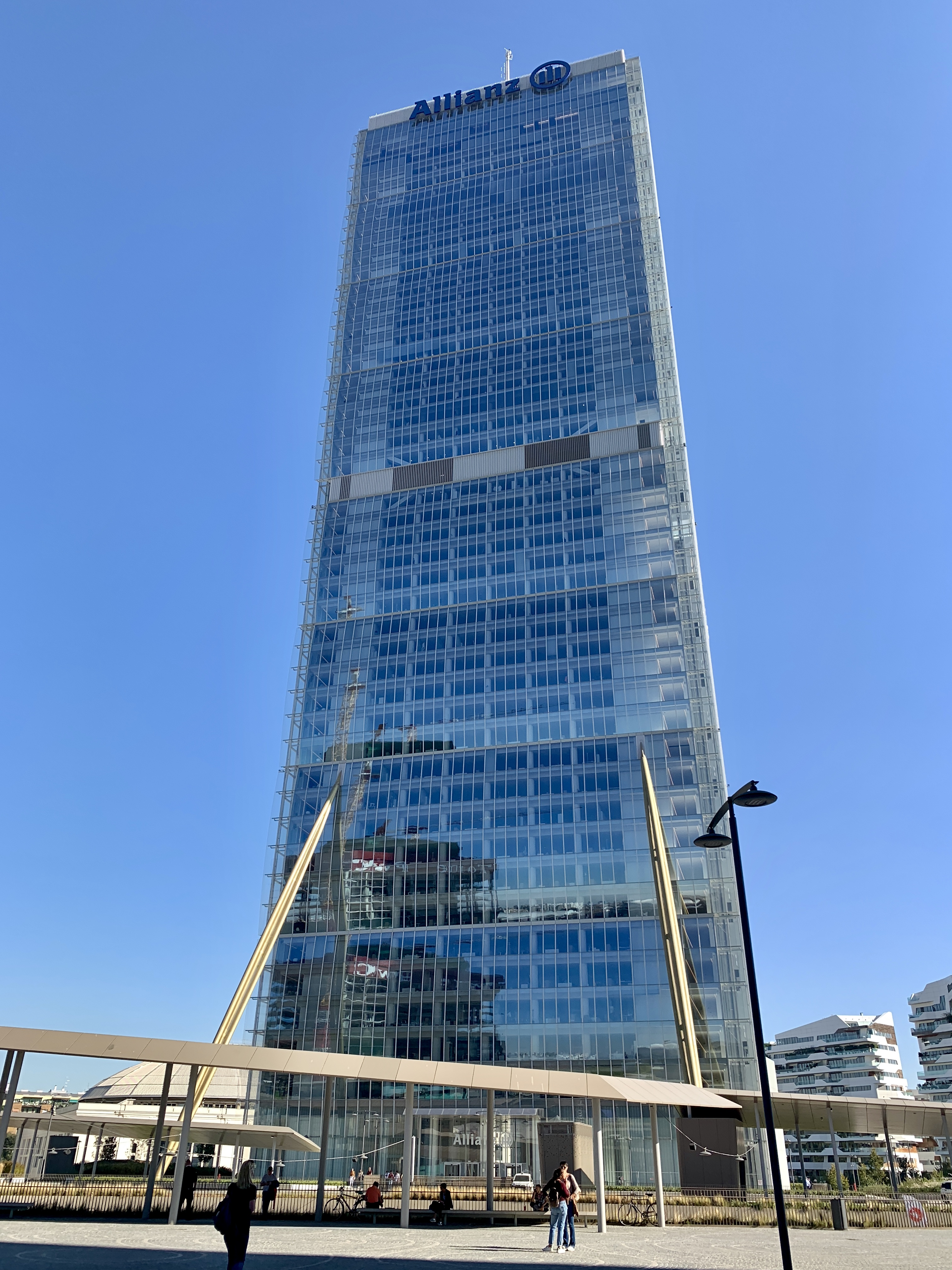
Torre Allianz, 2015